# 明日を創る人々
『明日を創る人々』（あしたをつくるひとびと）は1946年（昭和21年）公開の日本映画。山本嘉次郎、黒澤明、関川秀雄による共同監督映画。ただし黒澤明は後に名前掲載を拒否した。
戦後の混乱が続く中、それぞれ鉄鋼業、劇場、映画会社で働く一家がストライキ及び人員整理に巻き込まれる物語である。

## キャスト
- 薄田研二
- 竹久千恵子
- 中北千枝子

## スタッフ
- 演出：山本嘉次郎、黒澤明、関川秀雄
- 脚本：山形雄策、山本嘉次郎
- 撮影：三浦光雄、伊藤武夫、完倉泰一
- 音楽：伊藤昇